# 乳飲み子羊

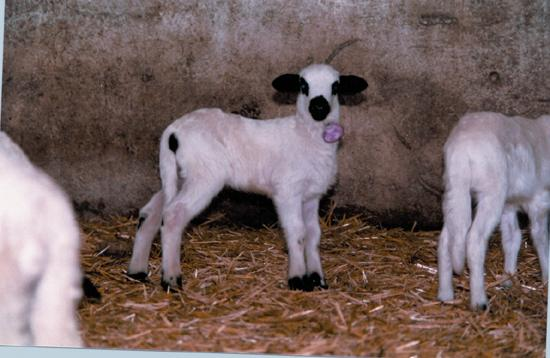
生まれたばかりのチュラ種の子羊

乳飲み子羊（ちのみこひつじ、スペイン語: lechazo）とは、まだ授乳中の子羊である。"lechazo" という用語はカスティーリャ・イ・レオン州、カンタブリア州およびドゥエロ川流域の「カスティーリャ・イ・レオンの乳飲み子羊（IGP）」で、「屠殺時に体重12kg以上だが13kgを超えておらず、生後35日で、母乳だけで育ったもの」とされている。
他の地域では、乳飲み子羊は生後45日未満の授乳中の子羊で、「基本的」に乳を飲まされており、枝肉の重量は8kg未満である。

## 歴史
古典的な種はチュラ種、カステリャーナ種およびオハラーダ種と考えられている。スペインにおいて、これらの種の中でもチュラ種が特に古いものである。原種は "Ovis aries celticus" （ザルダ種）である。

## 特徴

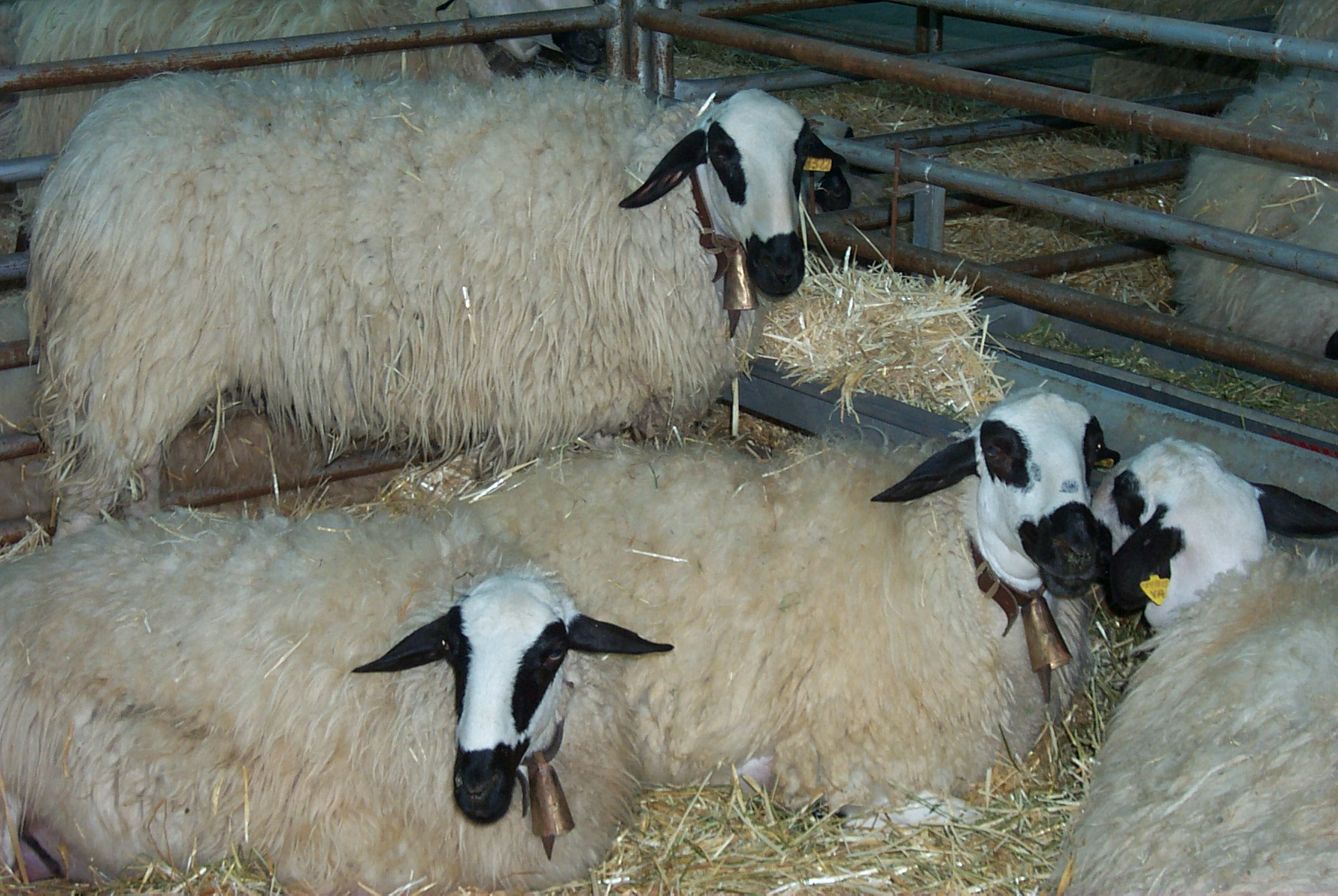
チュラ種

これらは非常に素朴な種で、地理的および気候的条件に完全に適応している。チュラ種とオハラーダ種の場合は、現在は白い毛で覆われているが特徴的な黒い色素沈着が頭部の遠位と四肢にある。これは「遠心」色素沈着と呼ばれている。カステリャーナ種の場合は、服飾産業のために黒い部分を取り除く様に選択交配されている。
乳製品適性に分類されており、農家は主に乳製品の生産に利用するために出産後20日から25日で子羊を母羊から引き離すと、雌羊は泌乳期に入るので搾乳する。

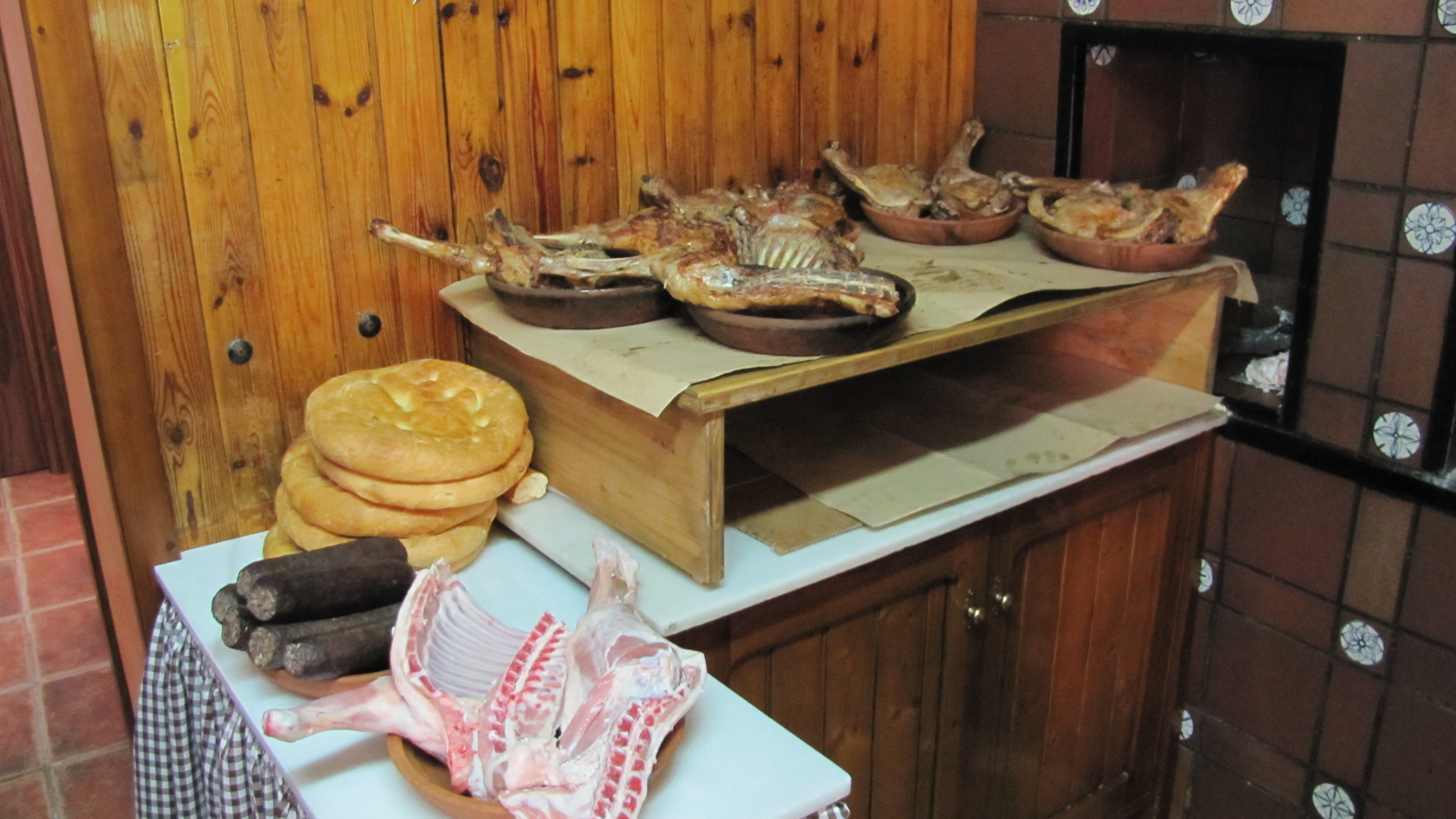
乳飲み子羊のローストの4つ身

1997年以来、「カスティーリャ・イ・レオンの乳飲み子羊の地理的表示保護」の規則が定められている。
肉はピンクがかった白色で、母乳だけで肥育され、他の餌を与えられていないことから強い匂いはなく、マイルドで心地よい味がする。
「乳飲み子羊」という言葉は乳飲み子羊のローストのレシピを指すこともある。